# Julie Leth
Julie Norman Leth (Aarhus, 13 de julio de 1992) es una deportista danesa que compitió en ciclismo en las modalidades de pista y ruta. Está casada con el ciclista Lasse Norman Hansen.
Participó en dos Juegos Olímpicos de Verano, obteniendo una medalla de plata en Tokio 2020, en la prueba de madison (junto con Amalie Dideriksen), y el sexto lugar en París 2024, en la misma prueba.
Ganó cinco medallas en el Campeonato Mundial de Ciclismo en Pista, entre los años 2019 y 2024, y cuatro medallas en el Campeonato Europeo de Ciclismo en Pista entre los años 2018 y 2022.

## Medallero internacional
| Juegos Olímpicos   | Juegos Olímpicos         | Juegos Olímpicos  | Juegos Olímpicos |
| Año                | Lugar                    | Medalla           | Competición      |
| ------------------ | ------------------------ | ----------------- | ---------------- |
| 2020               | Tokio (Japón)            | Medalla de plata  | Madison          |
| Campeonato Mundial |                          |                   |                  |
| Año                | Lugar                    | Medalla           | Competición      |
| 2019               | Pruszków (Polonia)       | Medalla de bronce | Madison          |
| 2022               | Saint-Quentin (Francia)  | Medalla de plata  | Puntuación       |
| 2022               | Saint-Quentin (Francia)  | Medalla de bronce | Madison          |
| 2024               | Ballerup (Dinamarca)     | Medalla de oro    | Puntuación       |
| 2024               | Ballerup (Dinamarca)     | Medalla de oro    | Madison          |
| Campeonato Europeo |                          |                   |                  |
| Año                | Lugar                    | Medalla           | Competición      |
| 2018               | Glasgow (Reino Unido)    | Medalla de oro    | Madison          |
| 2019               | Apeldoorn (Países Bajos) | Medalla de oro    | Madison          |
| 2021               | Grenchen (Suiza)         | Medalla de plata  | Madison          |
| 2022               | Múnich (Alemania)        | Medalla de bronce | Madison          |

## Palmarés
2011
- Campeonato de Dinamarca en Ruta

2012
- 3.ª en el Campeonato de Dinamarca Contrarreloj
- 3.ª en el Campeonato de Dinamarca en Ruta

2013
- 3.ª en el Campeonato de Dinamarca Contrarreloj

2014
- Campeonato de Dinamarca Contrarreloj
- 3.ª en el Campeonato de Dinamarca en Ruta

2019
- Gran Premio Cham-Hagendorn

2020
- 2.ª en el Campeonato de Dinamarca en Ruta

2022
- 2.ª en el Campeonato de Dinamarca Contrarreloj

## Equipos
- Specialized-DPD (2011)
- Team Ibis Cycles (2012)
- Hitec Products (2013-2016)
- Wiggle High5 (2017-2018)
- Bigla Pro Cycling (2019)
- Ceratizit-WNT Pro Cycling (2020-2021)
- Uno-X Pro Cycling (2022-2024)
  - Uno-X Pro Cycling (2022-2023)
  - Uno-X Mobility (2024)